# Protaetia
Protaetia là một chi bọ cánh cứng thuộc họ Scarabaeidae, phân bố chủ yếu ở châu Á và có hơn 300 loài.

## Các loài
- Protaetia acuminata (Fabricius, 1775)
- Protaetia affinis (Andersch, 1797)
- Protaetia afflicta (Gory & Percheron, 1833)
- Protaetia alboguttata (Vigors, 1826)
- Protaetia aurichalcea  (Fabricius, 1775)
- Protaetia bipunctata (Gory & Percheron, 1833)
- Protaetia brevitarsis (Lewis, 1879)
- Protaetia conspersa Janson, 1877
- Protaetia culta (Waterhouse, 1879)
- Protaetia cuprea (Fabricius, 1775)
- Protaetia fieberi (Kraatz, 1880)
- Protaetia fusca (Herbst, 1790)
- Protaetia haiastanica Ghrejyan & Kalashian, 2017[1]
- Protaetia lewisi Janson, 1888
- Protaetia lugubris (Herbst, 1786)
- Protaetia mirifica (Mulsant, 1842)
- Protaetia opaca (Fabricius, 1787)
- Protaetia orientalis (Gory & Percheron, 1833)
- Protaetia pryeri Janson, 1888
- Protaetia regalis (Blanchard, 1842)
- Protaetia speciosa (Adams, 1817)
- Protaetia spectabilis (Schaum, 1841)
- Protaetia ungarica (Herbst, 1790)

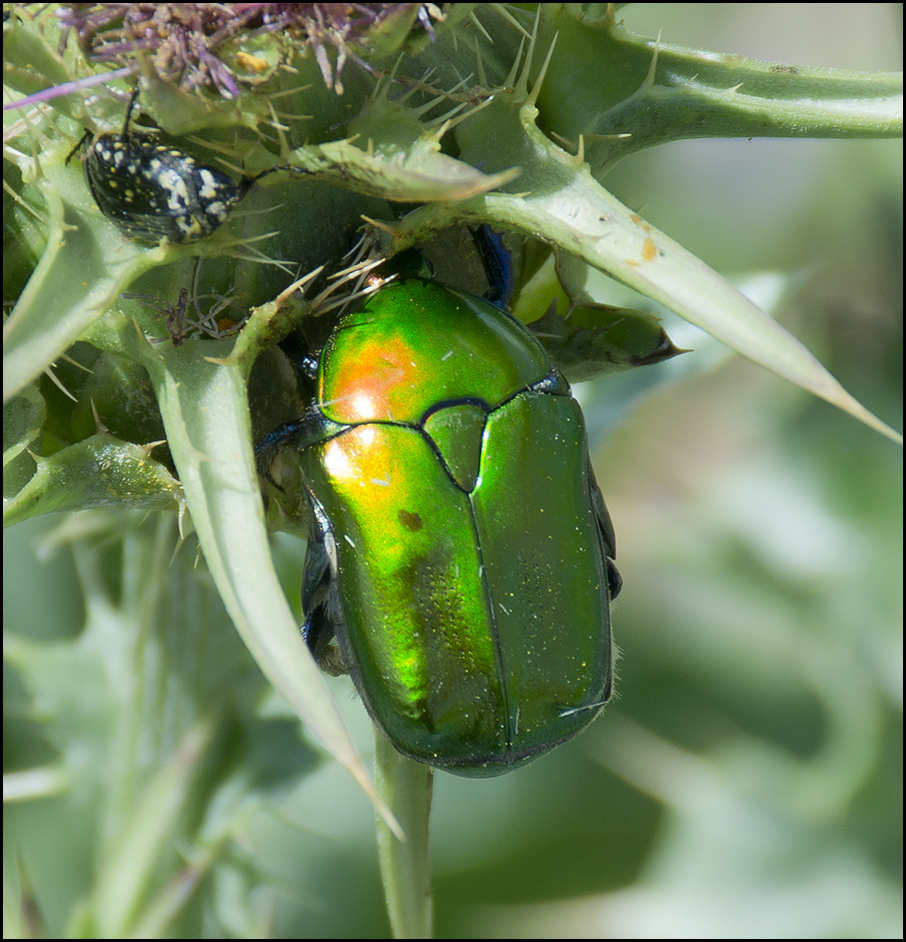
Protaetia cuprea ignicollis ở Israel
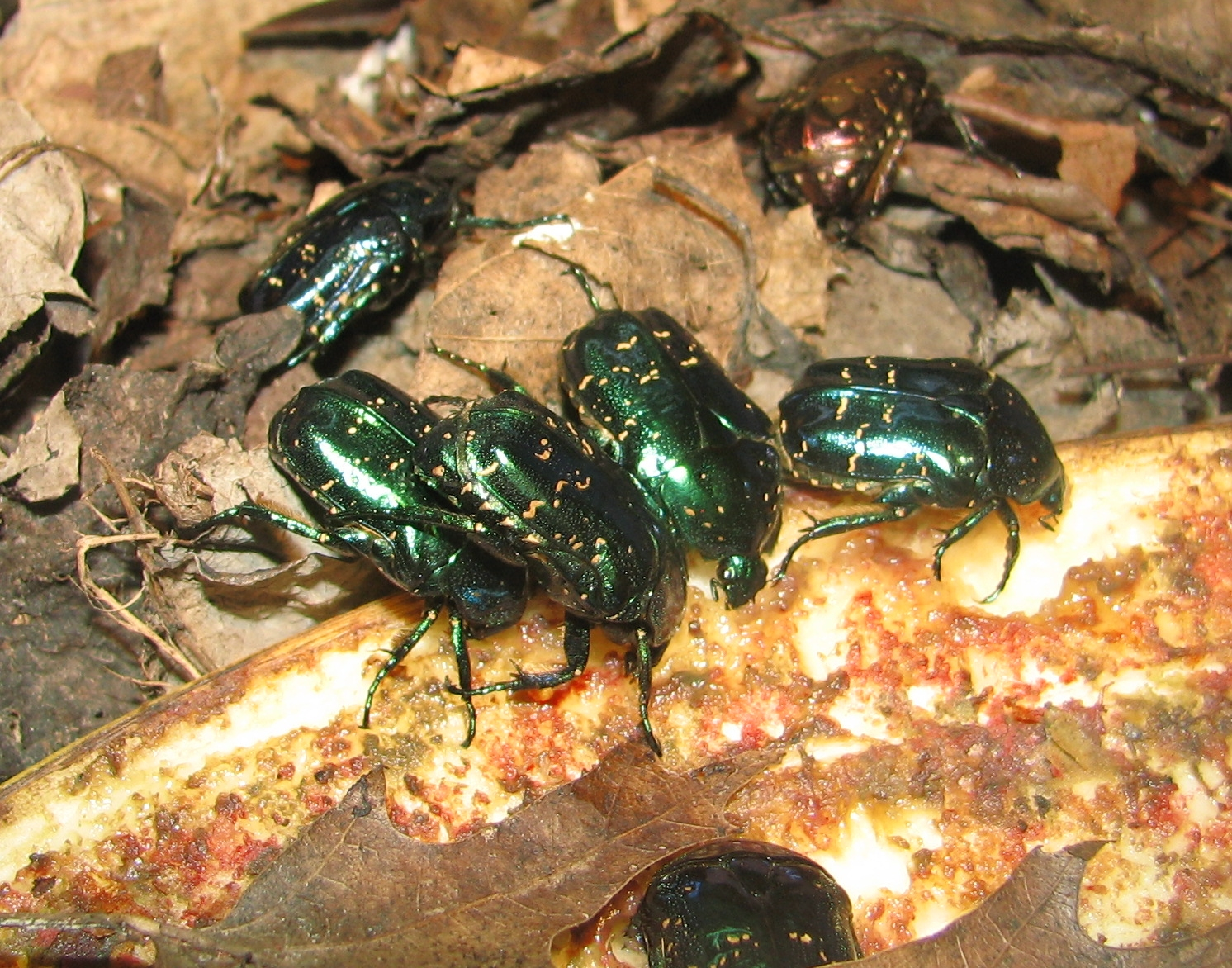
Protaetia lewisi
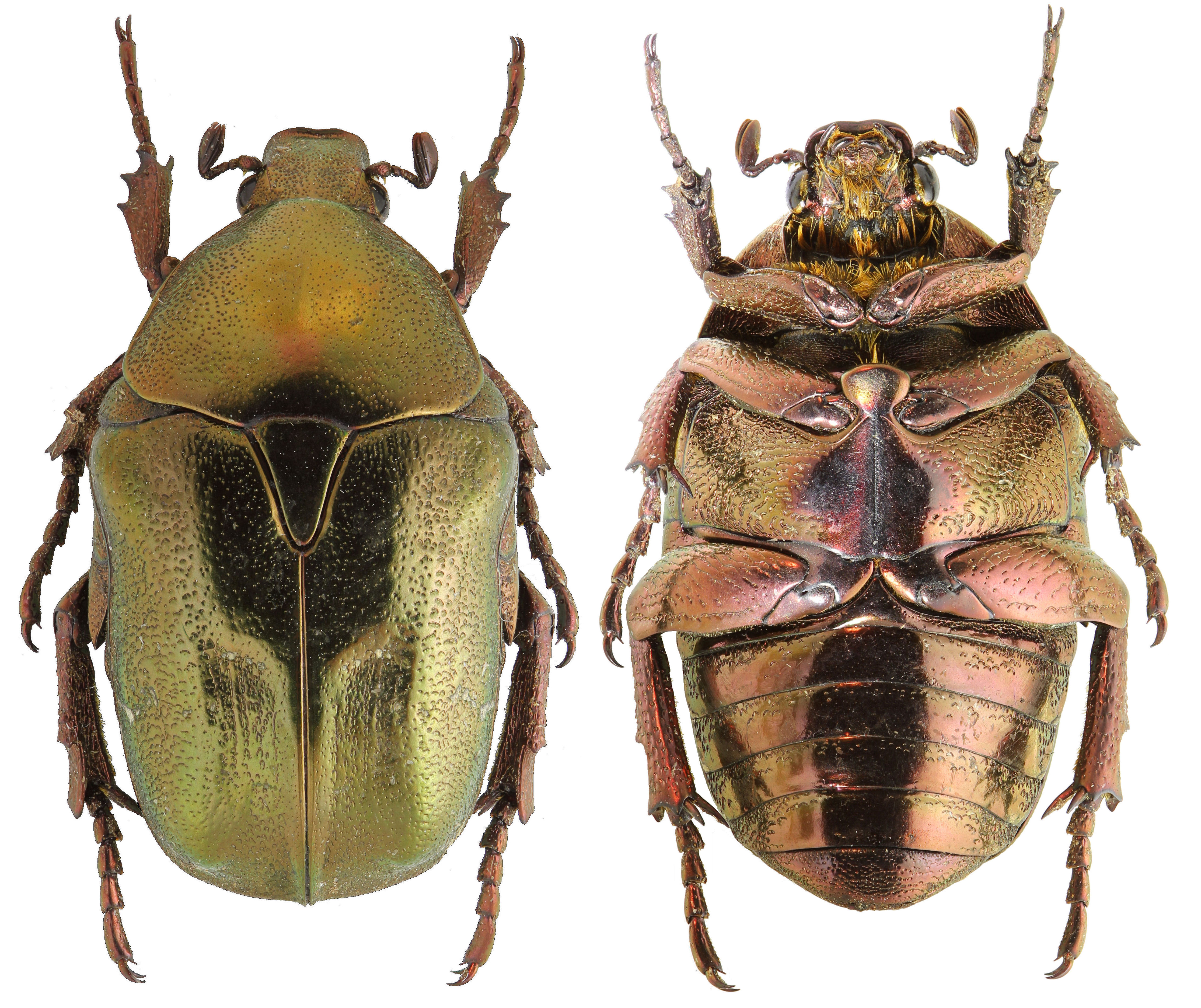
Protaetia fieberi
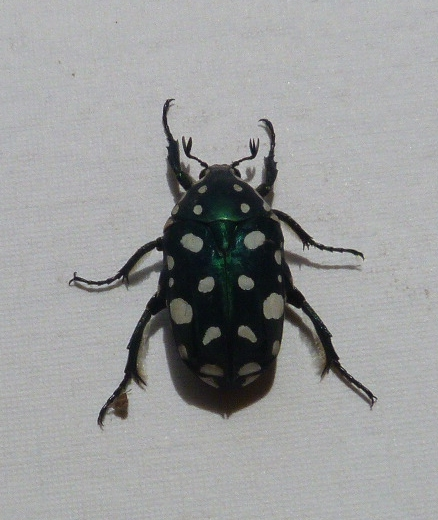
Protaetia alboguttata
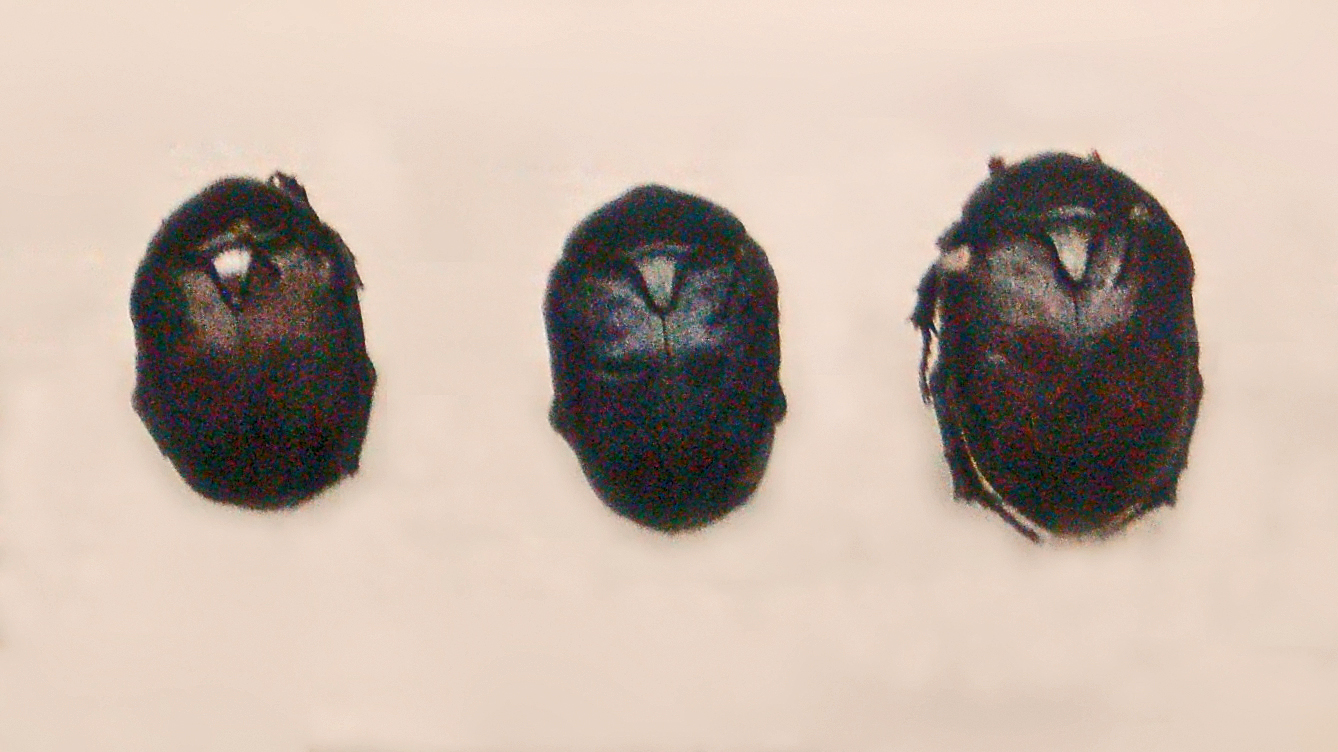
Protaetia afllicta tạiBảo tàng Quốc gia (Praha)
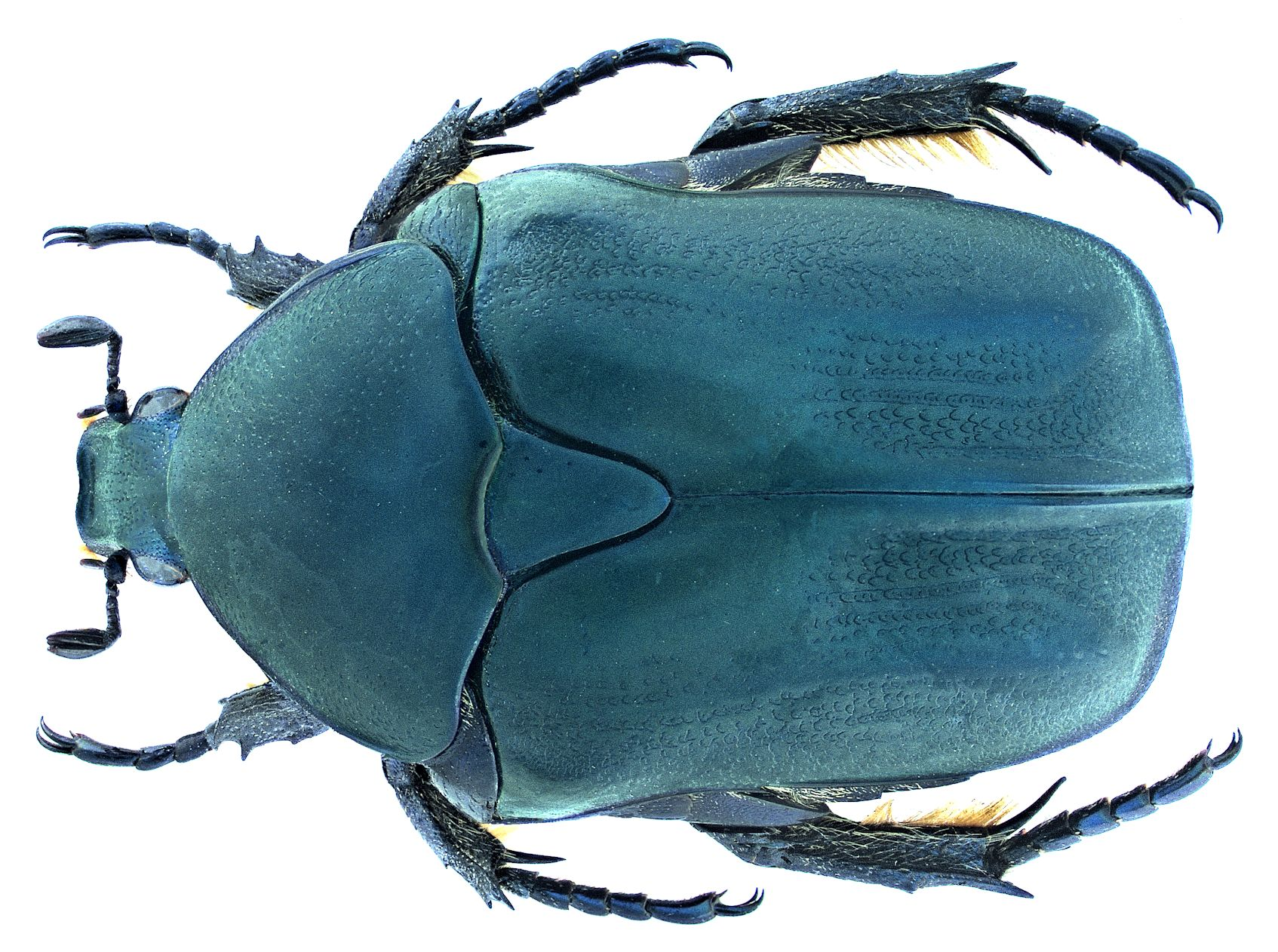
Protaetia opaca
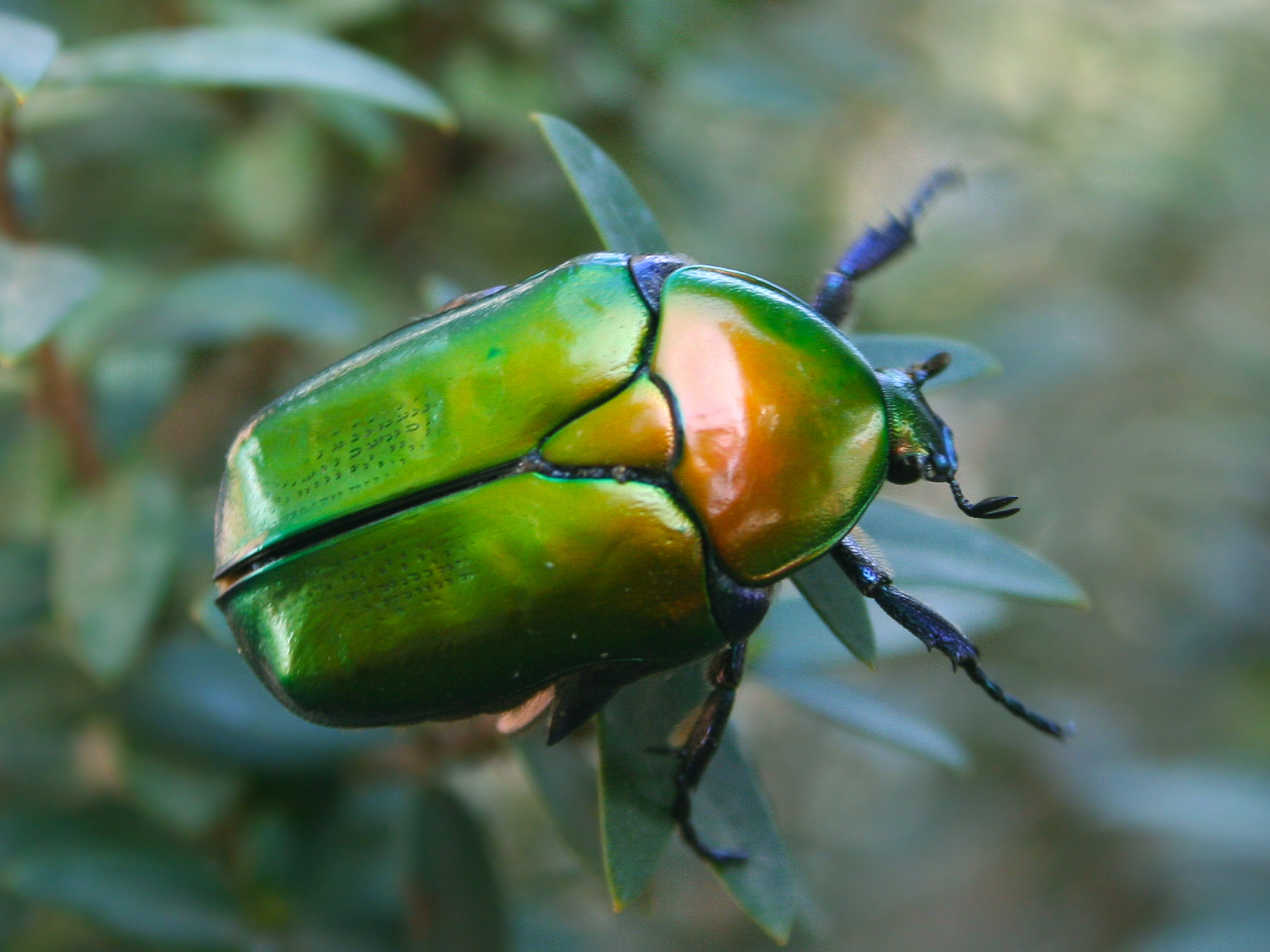
Protaetia cuprea ởIsrael
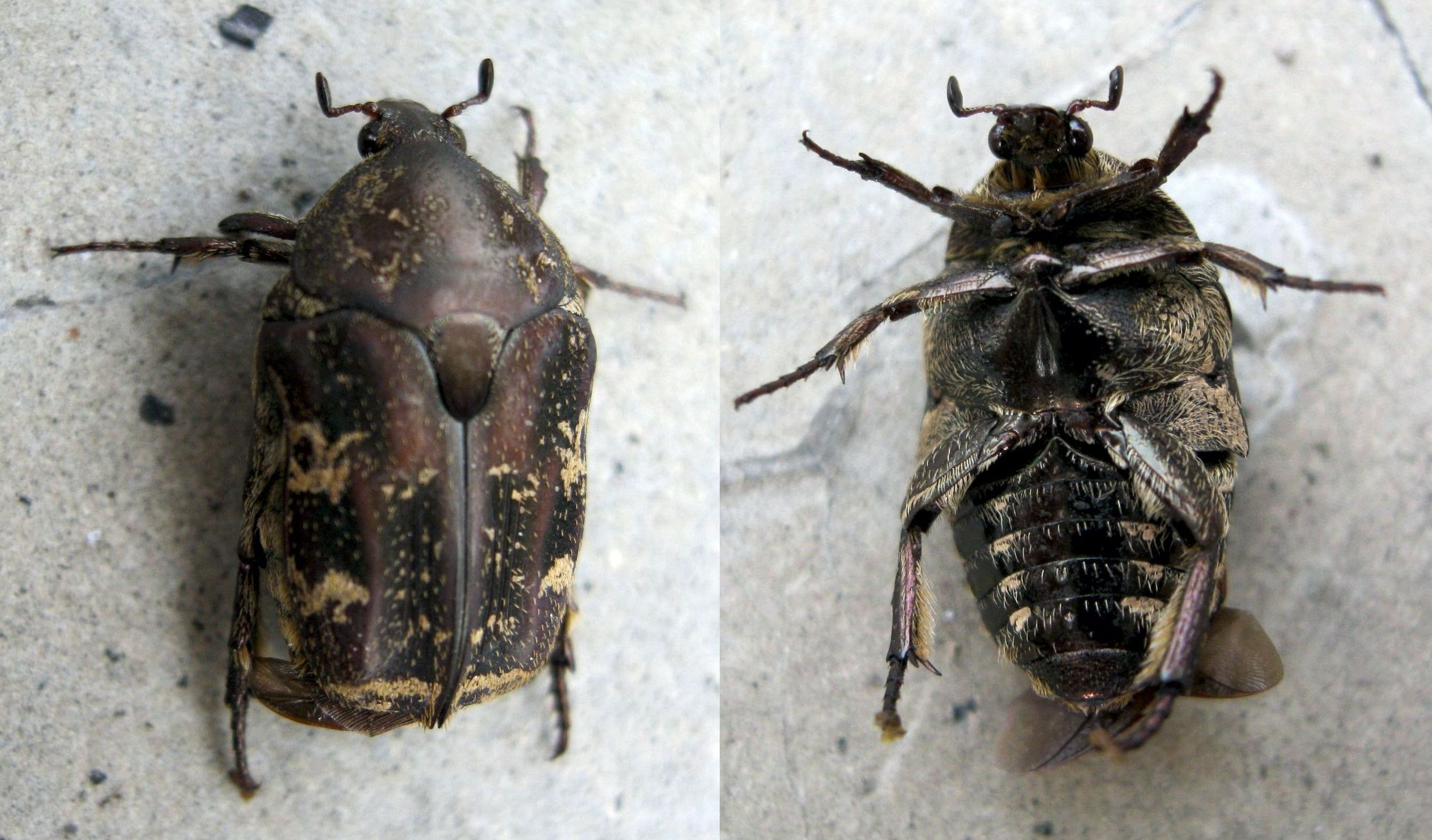
Protaetia fusca ở Yogyakarta
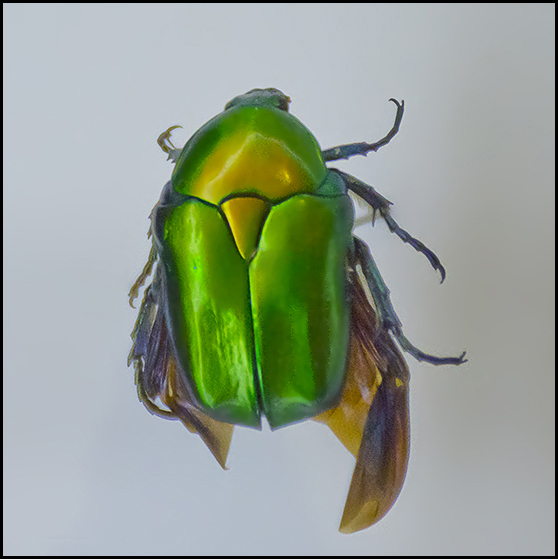
Protaetia cuprea ignicollis
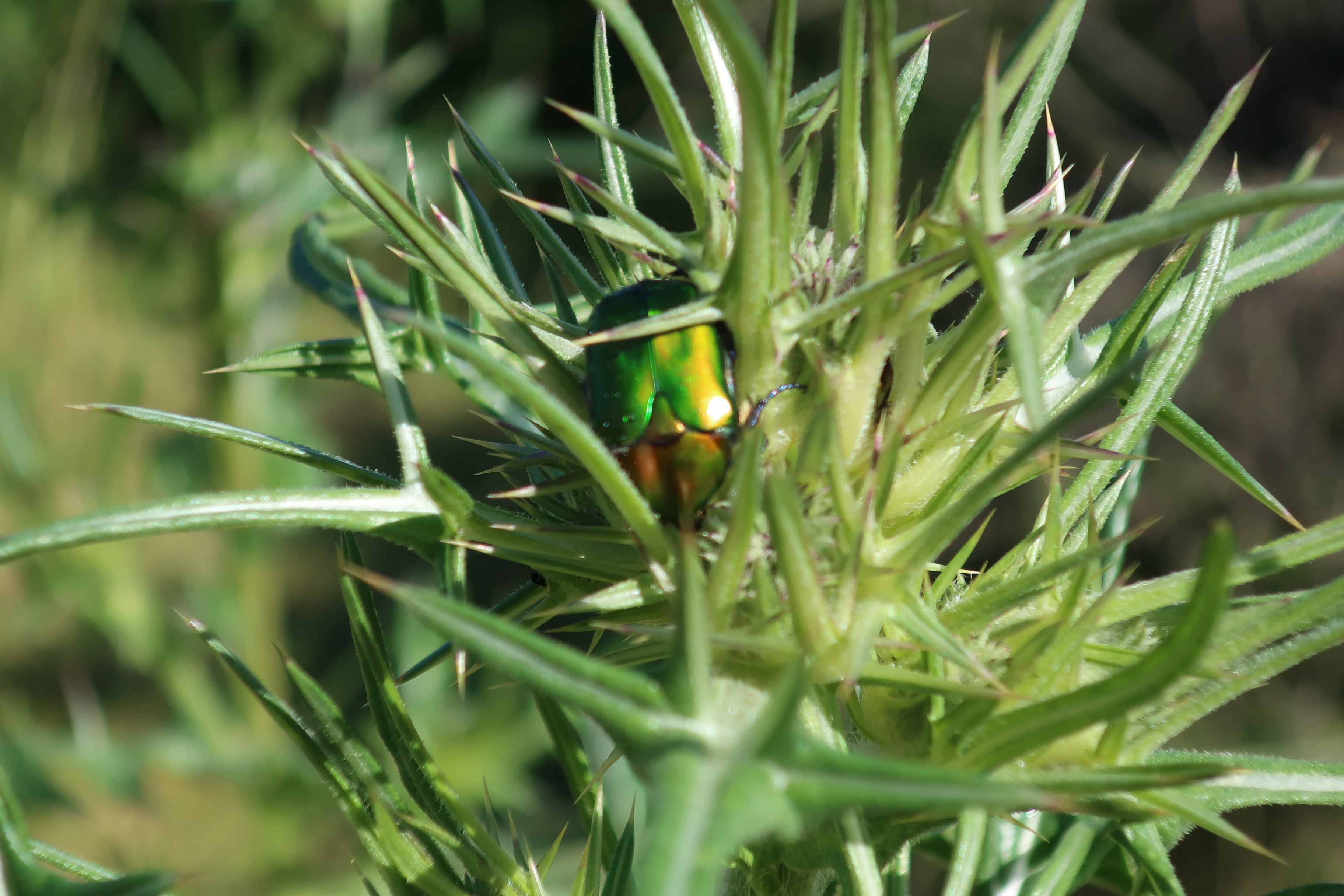
Protaetia cuprea ignicollis ăn Silybus marianum